# إميلي صدقة
إميلي صدقة (1919–1968) كانت مؤرخة وباحثة متخصصة في التاريخ السياسي لمنطقة المالايا، وتدرس في جامعة مالايا (سنغافورة) وفي الجامعات الأسترالية.

## النشأة
أشتهرت بأسم إيما صدقة وإيميلي صدقة، وكانت الأبنة الكبرى لساسون صموائيل صدقة وزوجته سارة، وهما يهود من بغداد. كانت حقيدة أخ لموشيه صدقة، كبير الحاخامات في بغداد، ووأبنة عم رئيس وزراء سنغافورة، ديفيد مارشال
درست في مدرسة بنات رافلز' في الفترة من 1928 إلى 1935، ثم ألتحقت ببعثة خاصة في معهد رافلز، في عام 1935، عندما كانت في السادسة عشرة من عمرها. وكانت قاصرة على الأمتحان في ذلك الوقت وجلست في السنة التالية. في ديسمبر عام 1937، أُعلن أنها فازت بمنحة الملكة البريطانية الماليزية التي قدمت لها جواز سفر إلى إنجلترا والعودة منها، بالإضافة إلى تكلفة التعليم في جامعة أكسفورد أو كامبريدج أو أي جامعة أخرى، لمدة تصل إلى أربع سنوات. وتصدرت عناوين ستريتس تايمز والصحافة الحرة «الفائز السيدة صدقة س.س.» و «فتاة يهودية تفوز بمنحة الملكة». كانت أول امرأة يهودية تفوز بهذه المنحة. الفائزون الآخرون هم ليم تشونغ يو (18 سنة) من مدرسة بينانق الحرة الذين سيصبح رئيس وزراء بينانق، تشين كيم هونغ (19) من مدرسة الملك إدوارد الثامن في تايبينغ ومحمد إسماعيل بن محمد علي (19) من معهد فيكتوريا في سيلانجور. قرأت التاريخ الحديث في كلية سانت هيلدا، أكسفورد حيث حصلت على درجة البكالوريوس. (الدرجة الأولى مع مرتبة الشرف) في التاريخ عام 1941.
تعلمت الروسية واللغات الاسكندنافية، وفي عام 1942، فازت بكارنيجي غرانت لإجراء أبحاث في الإدارة السوفيتية في المستعمرات القيصرية السابقة في آسيا الوسطى. في عام 1946 كانت قد حضرت دروس مسائية في مجلس مقاطعة لندن في الأدب والأحداث الجارية وقدمت سلسلة من المحادثات حول الأتحاد السوفياتي لمعهد مارليبون الأدبي. عملت أيضا في لجنة مركز الشباب الدولي في لندن. بحلول أيلول / سبتمبر 1947، كانت في أستراليا في أستراحة، وكان عملها في هذا الموضوع على وشك الأنتهاء، وكانت تخطط لتقديم عرض الدكتوراه. أطروحة لتجري في انكلترا في عام 1948.

## المهنية

### جامعة مالايا (سنغافورة)
أنضمت إلى جامعة مالايا (سنغافورة) كمدرسة مساعدة في آب / أغسطس عام 1951.
في يونيو عام 1953، أنتخبت كأمين جمعية المالايا التاريخية (سنغافورة) تحت إشراف الأستاذ سيريل نورثكوت باركنسون.

### بعثة سيفيكنغ
في أغسطس / آب 1953، أستقالت السيدة صدقة، وهي المرأة الوحيدة في الفريق، في بعثة أستكشافية برئاسة مدير المتاحف بالإنابة الدكتور جي. دي. جي. سيفيكنغ، للتحقيق في مستوطنة كوتا باتو القديمة، وهي موقع في جوهور لاما، حتى نهر جوهور، والتحقيق في بقايا قاربين مضمنين في ضفاف النهر.
تم العثور على قطع من الفخار الصيني من القرن 17 إلى القرن 18 بين بقايا أحد القوارب. وأظهر لهم أحد السكان المحليين في المنطقة صحنًا من أصل سيامي عثر عليه ممتلئًا بعملات ذهبية. وفقاً لهذا المالك، تم صهر العملات المعدنية في وقت لاحق والذهب قد تم بيعه.
وإلى جانب صدقة وسيفيكنغ، شملت البعثة أيضًا الدكتور بول ويتلي من جامعة مالايا، والدكتور سي. جيبسون هيل من متحف رافلز توني، وبيميش لراديو مالايا، وو. وتويدي من متحف سنغافورة، وأوزوالد ثيرايرا من متحف ف.م.س. القائد العام للقوات البحرية (محطة الشرق الأقصى) نائب الأدميرال السير تشارلز لامبي، جون سينيور من الجيش البريطاني، وونغ لين كين، كليمنت هون، وانغ غونغ وو.
جعلت الحفريات أكتشاف مهم. كانت هذه هي المرة الأولى التي يتم فيها تسجيل أستخدام البناء في تحصينات المالايا. على نفس القدر من الأهمية، سمحت أستطلاعات حملة الأستطلاع بتوجيه أكثر دقة للجغرافيا الداخلية لتلك التسوية. كانت بقايا سفينة تجارية صينية قديمة أيضاً نتيجة لعمليات التنقيب هناك.

### الوطنية الأسترالية البحوث الجامعية المنح الدراسية
قتل أكثر حصل على منحة البحوث في الجامعة الأسترالية الوطنية في عام 1954.

### مجلة السير هيو لو، بيراك، 1877
تعتقد صدقة بأن هيو لو، وهو مقيم ثالث في بريطانيا في بيراك، كان «واحداً من أعظم مدراء مالايا»، لكنها أشارت إلى أنه قد تم إهماله من قبل كتّاب التاريخ الماليزي، مع إشارات عابرة فقط في الملاحظات التي أدلى بها سويتنهام ووينستيدت. في ذلك الوقت، لم يكن من الممكن تحديد مكان أوراقه الخاصة وكثير من السجلات الرسمية لبيراك، كما تم تدمير أوراق مكتب سكرتير المستعمر في سنغافورة أثناء الأحتلال الياباني لمالايا. كان الشيء الوحيد المتبقي في ذلك الوقت هو المجلد الأول من مجلاته المكتوبة بخط اليد، وكان ذلك في ذلك الوقت في الأمانة الاتحادية في كوالالمبور ويُحتفظ به الآن في الأرشيف الوطني لماليزيا، كوالا لامبور، والذي أمتد في أول ثمانية أسابيع من عمله. بيراك (من 19 أبريل إلى 15 يونيو 1877). عملت صدقة على فك رموز نص هذه المخطوطة وتصحيحه. تم نشره، بعد عامين، في عام 1955.

### أكتشاف المواد التاريخية للمالايا في أستراليا
أثناء إجراء الأبحاث في الجامعة الوطنية الأسترالية، اكتشفت صدقة بأن هناك مواد كافية في كامبيرا لكي يستخدمها الطلاب كأساس سليم لتاريخ المالايا. كانت، في ذلك الوقت، تقوم بإعداد أطروحة عن «نظام الحكم الحكومي في ولايات مالايا من 1874 إلى 1895.»

### جامعة فيكتوريا (نيوزيلندا)
ثم أنتقلت صدقة إلى نيوزيلندا حيث درست في جامعة فيكتوريا في ويلينغتون. وأعتبرت طبقة صدقة الجامعية في تاريخ جنوب شرق آسيا مبتكرة لعام 1958 في نيوزيلندا. أصبح المؤرخ أنطوني جون ستانهوب ريد (أنتوني ريد)، الذي لم يسبق له بأن درس التاريخ في المدرسة، مهتمًا أثناء وجوده في الجامعة. حصلت بعد ذلك على البكالوريوس في الأقتصاد والتاريخ (1960) وماجستير في التاريخ (1961).

### الجامعة الوطنية الأسترالية
بعد أن درست هناك لبعض الوقت، غادرت صدقة نيوزيلندا إلى أستراليا وذهبت لكانبيرا كواحدة من أوائل المرشحين للدكتوراه في الجامعة الوطنية الأسترالية. تم تنقيح أطروحتها في وقت لاحق ونُشرت تحت عنوان «الدول الملاوية المحمية 1874-1875». أكملت شهادتها في عام 1966 أو عام 1960.

### العمل النهائي
توفيت إميلي في 19 تموز / يوليه 1968 في بيرث بغرب أستراليا،  في نفس العام تم نشر رسالتها المعدلة في شكل كتاب، «دول المالايا المحمية، 1874-1895».
كانت واحدة من أوائل الطلاب في الجامعة الوطنية الأسترالية حيث عملت في مستوطنة شمال غرب أستراليا الغربية. يتم الأحتفاظ بثلاث صناديق من مسوداتها المكتوبة بخط اليد ومقتطفات من مختلف المجلات في المكتبة الوطنية في أستراليا،  وفي مكتبة الجامعة الوطنية الأسترالية.

## المنشورات
1968: ولايات المالايا المحمية، 1874-1895
1964: مكتب المستعمرات ودول المالايا المحمية [في الدراسات الملاوية والإندونيسية: مقالات قدمت للسير ريتشارد وينشتيد في عيد ميلاده الخامس والثمانين]
1963: ماليزيا: الخلفية السياسية [في الاقتصاد السياسي لمالايا المستقلة: دراسة-حالة في التنمية: 28-58]
1962: مجالس الدولة في بيراك وسيلانجور، 1877-1895 [في أوراق عن تاريخ المالايا: 89-119]
1962: سنغافورة والأتحاد: مشاكل الدمج [في المسح الآسيوي 1 (11): 17-25]
1960: النظام السكني في الدول الملاوية المحمية، 1874-1895
1957: التغيير الدستوري في مالايا: منظور تاريخي [في الأسترالية، 2: 17-30]
1955: مجلة السير هيو لو، بيراك، 1877